# Cerozodus
Cerozodus is een vliegengeslacht uit de familie van de roofvliegen (Asilidae).

## Soorten
- C. nodicornis (Wiedemann, 1828)